# Echinopsis tulhuayacensis
Echinopsis tulhuayacensis ist eine Pflanzenart aus der Gattung Echinopsis in der Familie der Kakteengewächse (Cactaceae). Das Artepitheton tulhuayacensis verweist auf das Vorkommen der Art bei Tulhuayaca.

## Beschreibung
Echinopsis tulhuayacensis wächst strauchig, verzweigt von der Basis oder etwas darüber und erreicht Wuchshöhen von bis zu 2 Metern. Gelegentlich wird ein kurzer Stamm ausgebildet. Die zylindrischen, dunkelgrünen Triebe weisen einen Durchmesser von 10 bis 12 Zentimeter auf. Es sind sieben bis neun Rippen vorhanden, die gekerbt sind und niedrige Höcker bilden. Die auf ihnen befindlichen Areolen sind anfangs gelb und werden später grau. Aus ihnen entspringen abstehende, weißlich graue Dornen, die dunkler gespitzt sind. Die drei bis vier Mitteldornen sind bis zu 8 Zentimeter lang. Die etwa acht Randdornen weisen eine Länge von bis zu 2,5 Zentimeter auf.
Die trichterförmigen, hellrosafarbenen Blüten besitzen einen cremefarbenen Schlund und erscheinen seitlich und in der Nähe der Triebspitzen. Sie sind etwa 13 Zentimeter lang. Ihre Blütenröhre ist mit schwarzen Haaren besetzt. Die dunkelgrünen Früchte sind braun behaart und weisen einen Durchmesser von bis zu 4,5 Zentimeter auf.

## Verbreitung und Systematik
Echinopsis tulhuayacensis ist in den peruanischen Regionen Huancavelica und möglicherweise Junín in Höhenlagen von 3400 Metern verbreitet.
Die Erstbeschreibung als Trichocereus tulhuayacensis durch Carlos M. Ochoa wurde 1957 veröffentlicht. Heimo Friedrich und Gordon Douglas Rowley stellten die Art 1974 in die Gattung Echinopsis.

## Nachweise